# Plamena
Plamena ist ein weiblicher Vorname.

## Herkunft und Bedeutung
Der Name ist die weibliche Variante des Namens Plamen.

## Bekannte Namensträgerinnen
- Plamena Getowa (* 1953), bulgarische Schauspielerin